# Pterostichus novus
Pterostichus novus är en skalbaggsart som beskrevs av S.L. Straneo. Pterostichus novus ingår i släktet Pterostichus och familjen jordlöpare. Inga underarter finns listade i Catalogue of Life.